# Beau Vallon

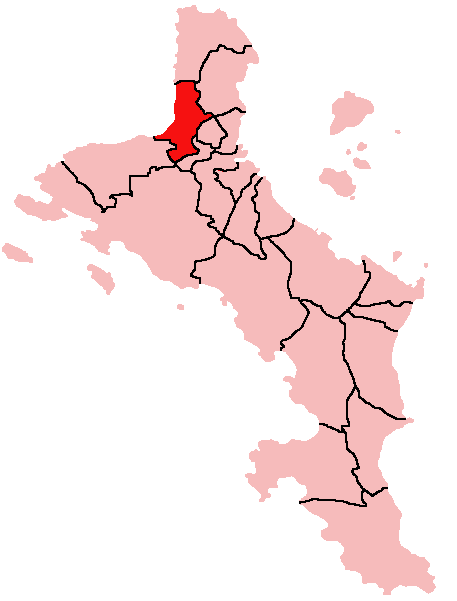
Distriktets läge.

Beau Vallon är ett av Seychellernas 26  distrikt.

## Geografi
Distriktet har en yta på cirka 3,7 km² med cirka 3 800 invånare. Befolkningstätheten är 1 027 invånare / km².
Beau Vallon ligger i regionen Norra Mahé (North Mahé).

## Förvaltning
Distriktet förvaltas av en district administrator och ISO 3166-2koden är "SC-08". Huvudorten är Beau Vallon.
Sedan 1994 lyder varje distrikt under "Local Government" som är en enhet av departementet Ministry of Local Government, Youth and Sport. Distriktens roll är att främja tillgång av offentliga tjänster på lokal nivå.
Distriktets valspråk är: "A taste of paradise" (En smak av paradiset).